# Смешанные единоборства в России
Смешанные боевые искусства в России — популярный вид спорта, в котором участвуют всемирно известные бойцы, ставшие чемпионами мира. В сентябре 2012 года MMA получили статус национального вида спорта в России.

## История
Борьба считается важным компонентом смешанных боевых искусств (ММА) в России благодаря своей эффективности. Другим популярным видом боевого искусства является самбо, зародившееся в Советском Союзе.
В последние годы Республика Дагестан выпустила множество бойцов смешанных единоборств, добившихся успеха в высших лигах. Хабиб Нурмагомедов и Ислам Махачев, оба чемпионы мира по версии Ultimate Fighting Championship (UFC) в лёгком весе, профессионально тренировались в Дагестане.
В феврале 2022 года, после «специальной военной операции», объявленной президентом России Владимиром Путиным, Международная федерация смешанных боевых искусств (IMMAF) приостановила членство Союза ММА России. Она запретила Российской Федерации участвовать во всех чемпионатах IMMAF и организовывать мероприятия на территории России.

## Организации
Среди крупнейших промоушенов ММА в России: M-1 Global, Fight Nights Global, Absolute Championship Akhmat, Eagle Fighting Championship, R-1 Federation, Eagles MMA и Fight Club Akhmat.
Союза ММА России (СММА) является основным регулирующим органом, занимающимся популяризацией и развитием этого вида спорта в стране. До своего приостановления в 2022 году он являлся членом Международной федерации смешанных боевых искусств (IMMAF) под председательством Радмира Габдуллина.